# Collège jésuite d'Erfurt

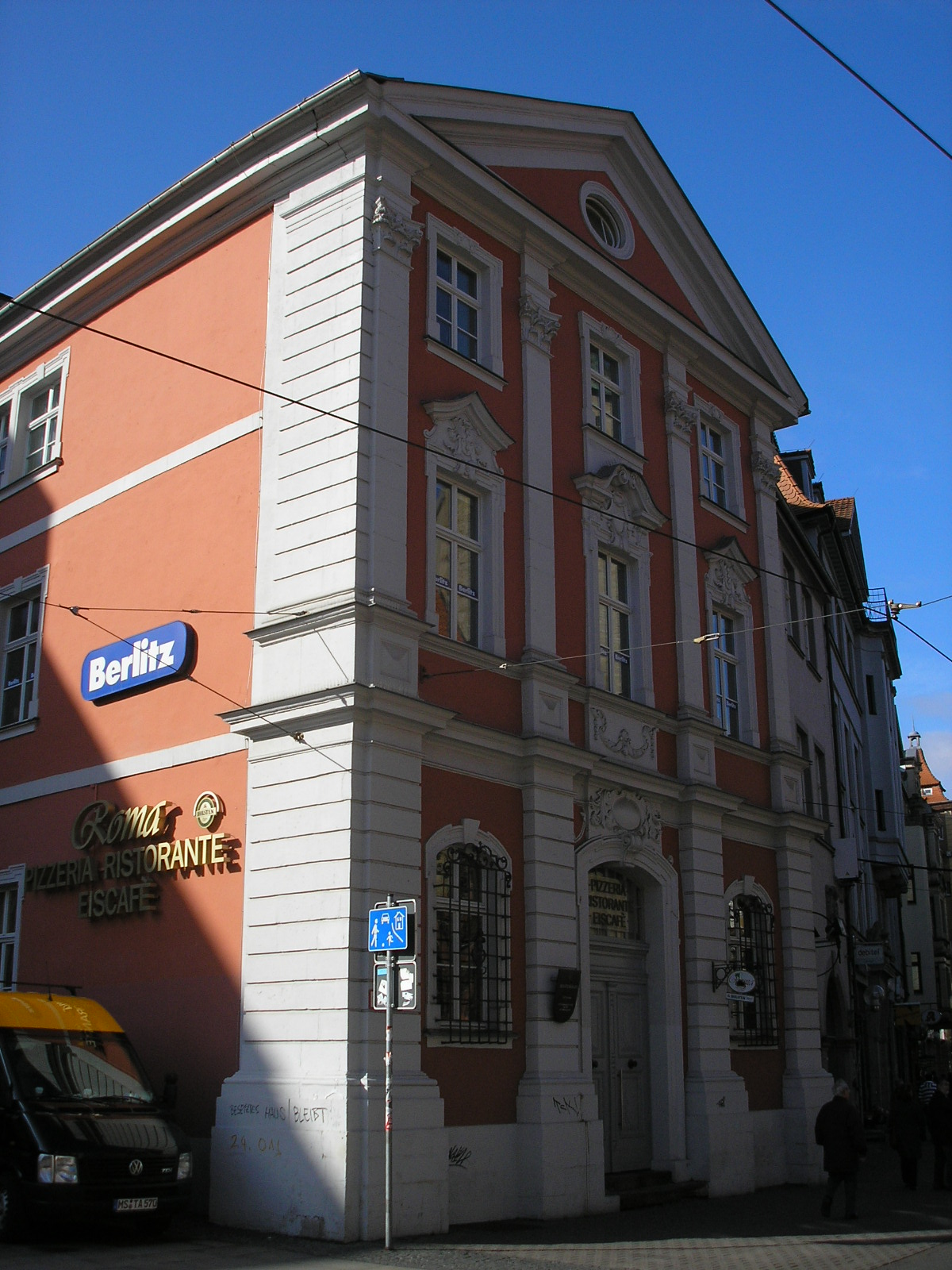
Façade est du collège jésuite d'Erfurt

L'ancien collège jésuite d'Erfurt (Jesuitenkolleg) se trouve à Erfurt en Allemagne. Il donne sur la place Anger.

## Historique
Le collège est bâti par la Compagnie de Jésus en 1737, pour remplacer leur ancien collège trop petit. Les jésuites, qui sont arrivés à Erfurt en 1664, le dirigent pendant trente-six ans, jusqu'à la suppression de la Compagnie de Jésus en 1773. L'église Saint-Laurent lui est assignée. Le bâtiment sert d'école à partir de 1822. C'est aujourd'hui une maison de commerce.
L'ancien collège jésuite représente un édifice baroque significatif de la ville d'Erfurt. Sa façade d'honneur donne sur la Schlösserstraße. Sa façade est donne sur  la place Anger.

## Source
- (de) Cet article est partiellement ou en totalité issu de l’article de Wikipédia en allemand intitulé « Jesuitenkolleg Erfurt » (voir la liste des auteurs).